# Ceromya patellicornis
Ceromya patellicornis là một loài ruồi trong họ Tachinidae.